# هنري أغسطس سيمز
هنري أغسطس سيمز (بالإنجليزية: Henry Augustus Sims)‏ هو مهندس معماري أمريكي، ولد في 1832، وتوفي في 1875.

## معرض صور

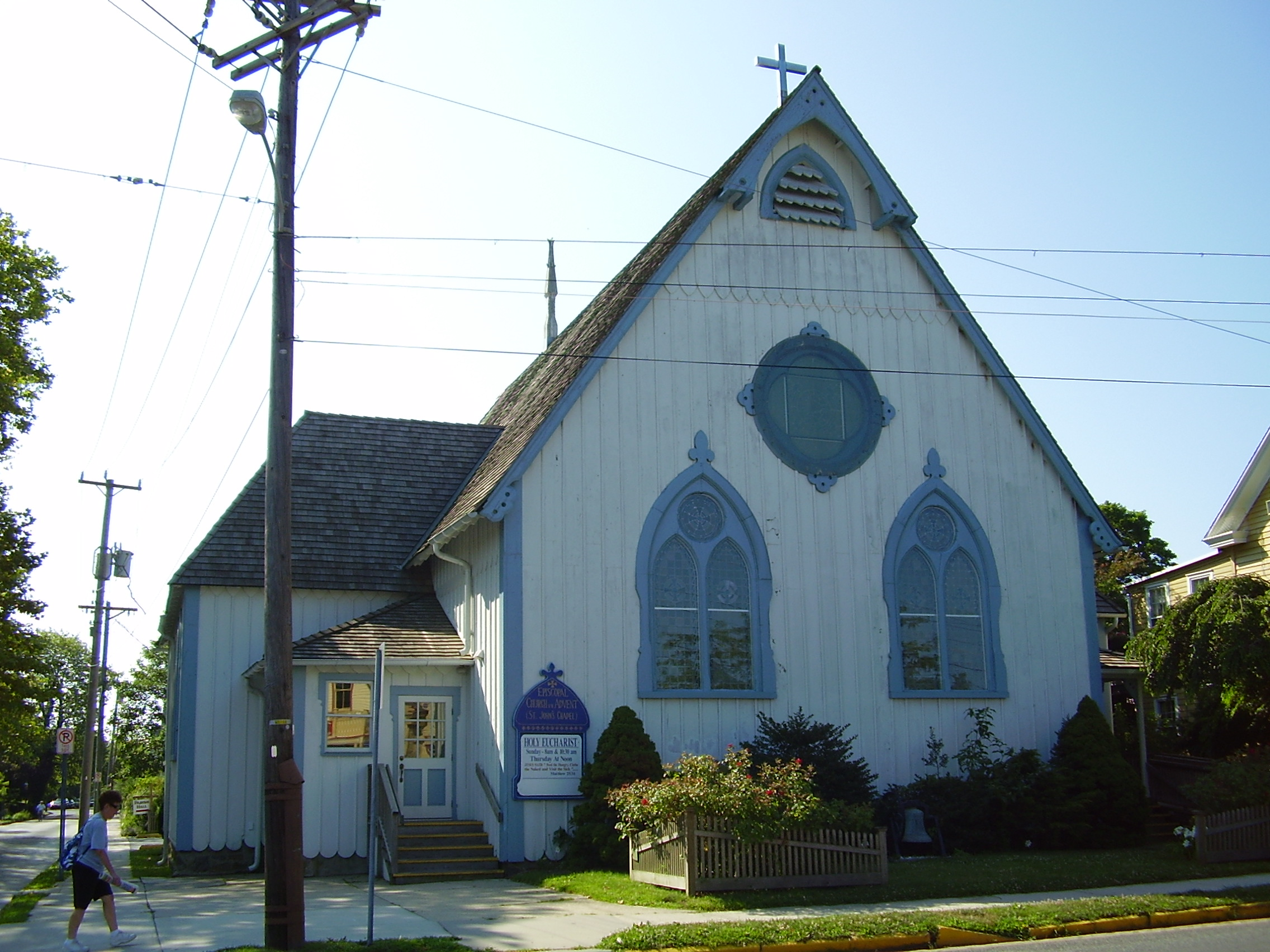
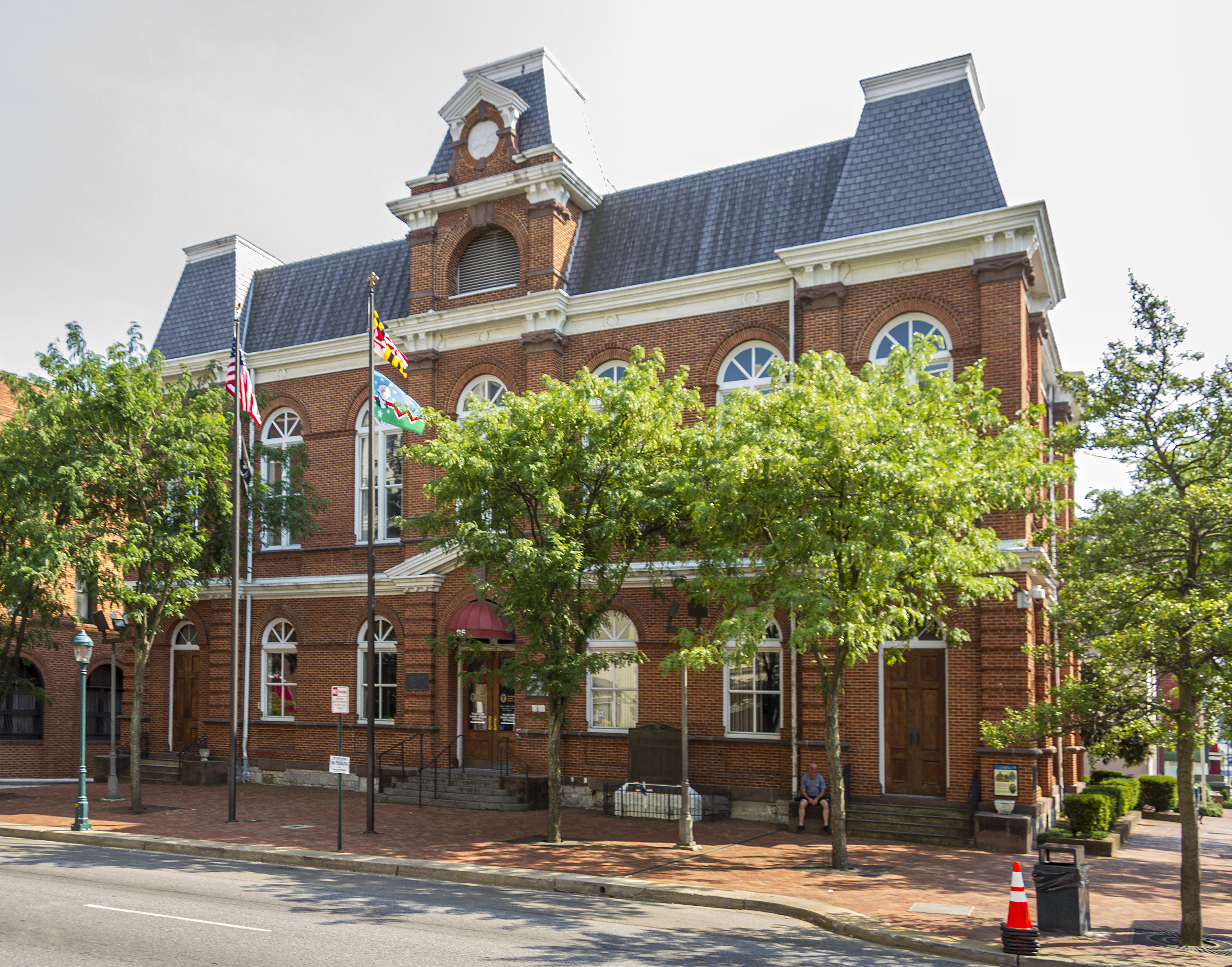
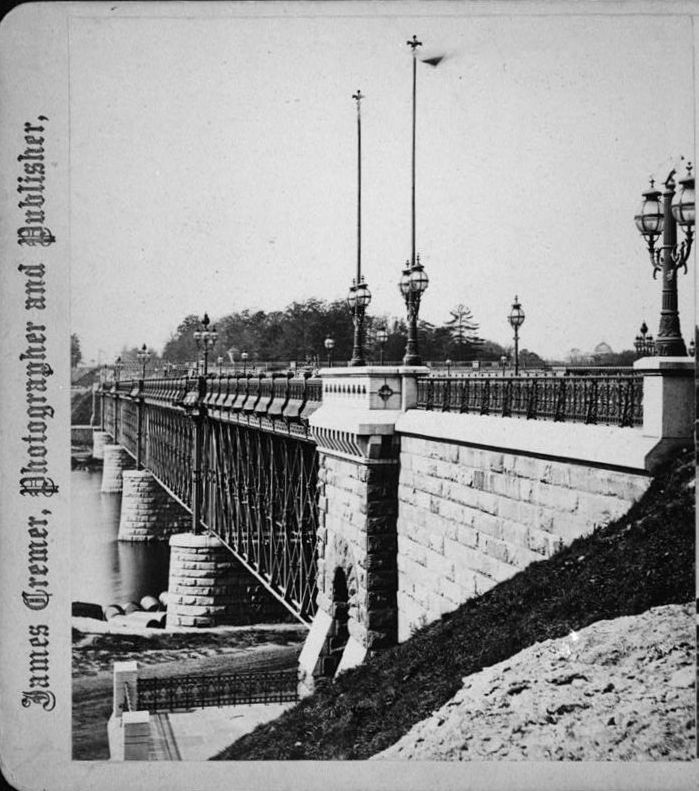